# Glacier Carroll
Le glacier Carroll est un glacier d'Alaska aux États-Unis situé dans le parc national de Glacier Bay, dans la région de recensement de Hoonah-Angoon. Long de 24 km, il s'étend depuis la frontière entre l'Alaska et le Canada et se termine à 2 km du golfe Queens, à 114 km de Hoonah.
Son nom lui a été donné en 1892 par l'United States Geological Survey en l'honneur du capitaine James Carroll, qui, cette année-là, a été le premier à naviguer dans la partie supérieure de la baie Glacier.